# Starý Plumlov
Starý Plumlov (též Drahans, Drahaus, Drahus či Drahuš) je hradní zřícenina nacházející se ve vojenském újezdu Březina v okrese Vyškov. Jedná se o terénní pozůstatky hradu z druhé poloviny 13. století, který byl pravděpodobně založen příslušníkem rodu pánů z Ceblovic. Hrad, ležící v blízkosti obce Drahany v Drahanské vrchovině. Archeologické nálezy datují dobu života hradu do poslední čtvrtiny 13. století a první čtvrtiny 14. století. V současnosti jsou zachovány pouze terénní relikty, které se nacházejí na území vojenského újezdu s omezeným přístupem veřejnosti.

## Historie

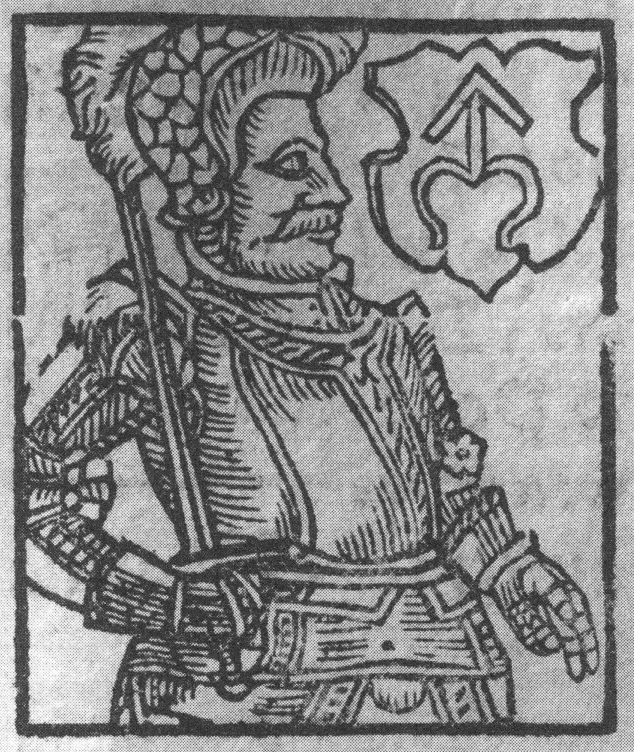
Vyobrazení Voka I. z Kravař

Hrad Starý Plumlov byl vystavěn přibližně ve druhé polovině 13. století. Pravděpodobným zakladatelem byl příslušník významného moravského rodu pánů z Ceblovic, který vlastnil rozsáhlé statky na území Drahanské vrchoviny. Původní název hradu zřejmě souvisel s nedalekým městečkem Drahany, od kterého byl odvozen. Počátkem 14. století se hrad mohl stát sídlem proslulého loupežného rytíře Friduše z Linavy. Podle historických pramenů byl Friduš roku 1312 donucen králem Janem Lucemburským ke zboření svého hradu nazvaného ve Zbraslavské kronice jako Drahaus. Část historiků se však domnívá, že se mohlo jednat spíše o hrad Drahotuš.
Před rokem 1320 prodal opavský vévoda Mikuláš II. Opavský městečko a hrad Drahus králi Janovi Lucemburskému. Ten však kolem roku 1322 (případně 1325) prodal již pustý hrad i s přilehlým zbožím Vokovi z Kravař. Centrem panství pánů z Kravař se později stal nedaleký hrad Plumlov, zatímco původní hrad u Drahan postupně upadal v zapomnění a pro odlišení byl nazýván lidovým označením "Starý Plumlov". S hradem je spojena zajímavá pověst, podle níž jej založil jistý Drahan, který měl syny Bohuše, Hartmana, Ottu a dceru Maruši. Podle těchto potomků byly pojmenovány okolní vsi Bohušín (dnešní Bousín), Hartmanice (dnešní Niva), Otinoves a Maršín (zaniklá ves). Ačkoliv historická věrohodnost této pověsti je sporná, odráží možnou souvislost hradu s rodem moravských pánů původem z Ceblovic, jehož příslušníci Bohuš z Drahotuš a Hartman z Holštejna mohli mít k hradu určitý vztah.

## Archeologický výzkum
Archeologické průzkumy na lokalitě přinesly cenné poznatky o struktuře a dataci hradu. Nálezy potvrdily, že hrad byl obýván v období poslední čtvrtiny 13. století a první čtvrtiny 14. století, což odpovídá historickým zmínkám o jeho existenci. Dispozičně se jednalo o poměrně rozsáhlý fortifikační objekt na vrcholu protáhlého ostrohu. Hrad se skládal ze dvou hlavních částí - předhradí a vlastního hradu (jádra), což bylo typické uspořádání pro středověké hrady dané doby. Zajímavostí je, že někteří badatelé považují Starý Plumlov za tzv. hrad přechodného typu, který stojí na pomezí mezi pravěkým hradištěm a středověkým hradem. Tato typologie byla definována teprve v posledních desetiletích 20. století na základě archeologických výzkumů a mezi odborníky stále probíhá diskuse o její platnosti. Podle některých názorů by se mohlo jednat spíše o pravěké hradiště, které bylo následně adaptováno pro potřeby středověkého opevněného sídla. Pro zařazení do kategorie hradů přechodného typu svědčí některé archaické prvky opevnění a prostorového uspořádání, které připomínají starší fortifikační tradice. Definitivní závěry však může přinést pouze podrobný archeologický výzkum, který je vzhledem k umístění lokality ve vojenském prostoru značně omezený.

## Současný stav

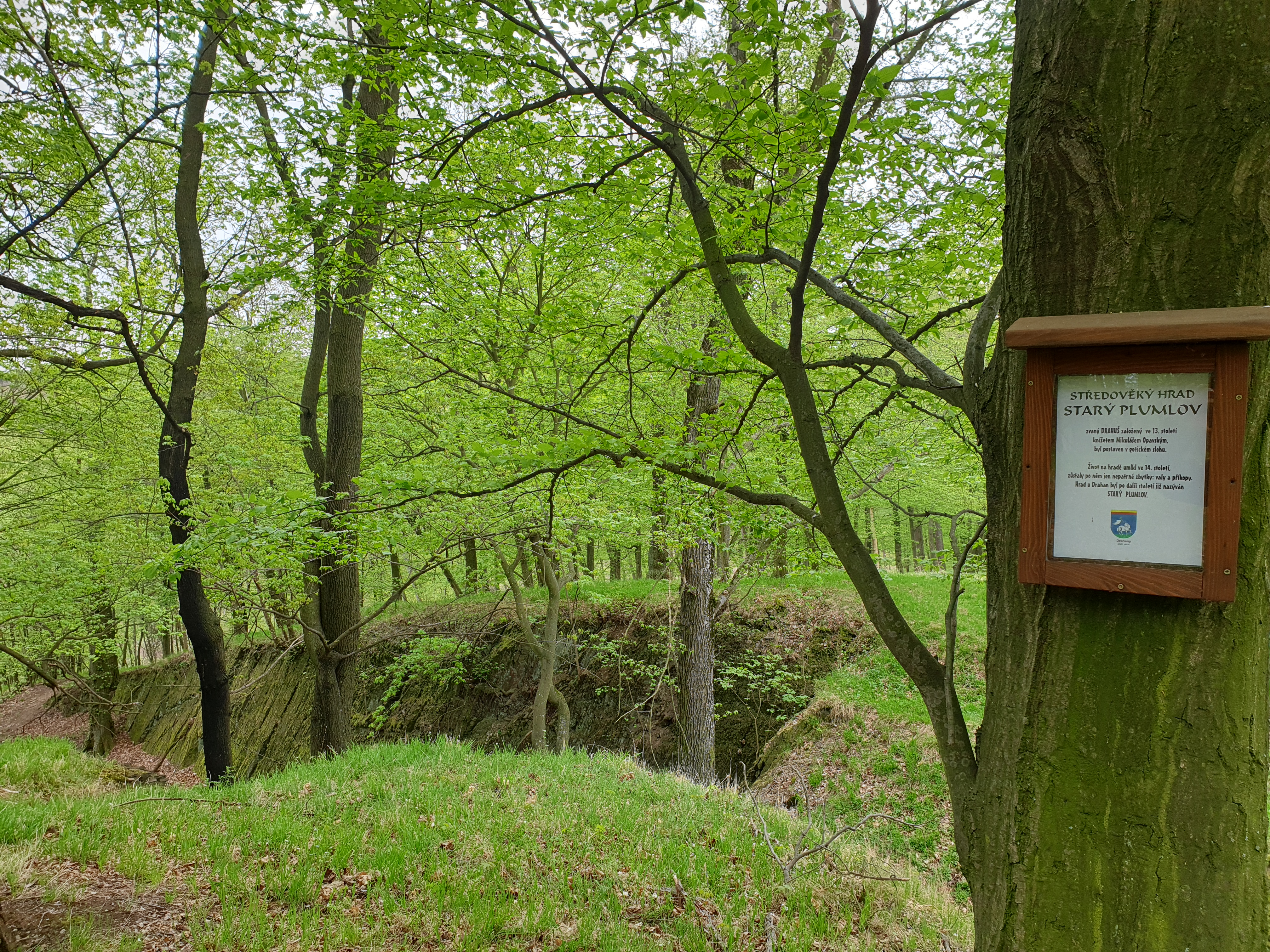
Terénní relikty zaniklého hradu (2020)

V současnosti se z hradu Starý Plumlov dochovaly pouze terénní relikty, které jsou však v krajině stále dobře patrné. Jedná se o rozsáhlé reliéfní pozůstatky hradu na vrcholu protáhlého ostrohu, kde lze identifikovat příkopy a valy ohraničující prostor bývalého hradního areálu. Lokalita se nachází na území vojenského újezdu Březina, což významně omezuje její přístupnost pro veřejnost. Vstup do prostoru je příležitostný a podléhá speciálnímu povolení. Přístup k pozůstatkům hradu je možný po lesních cestách vedoucích z jihozápadní strany po protáhlém hřebeni. V blízkosti Starého Plumlova se nachází několik dalších historicky významných lokalit, například Smilův hrad (vzdálený přibližně 1,9 km), který má přímou souvislost s těžbou a zpracováním nerostných surovin v oblasti a je pojmenován po Smilovi, synovi Bohuše, který mohl mít vztah i k hradu Starý Plumlov.